# Beverlee McKinsey
Beverlee McKinsey (McAlester, 9 augustus 1935 - Los Angeles, 2 mei 2008) was een Amerikaanse actrice. Zij was het bekendst om haar rol als Iris Cory Carrington in de televisieserie Texas en in de televisieserie Another World. Beverlee McKinsey was getrouwd met Mark McKinsey (1956-1959), Angus Duncan (1963-1967) en Berkeley Harris (1971-1984). Zij was de moeder van acteur Scott McKinsey. Ze stierf op 72-jarige leeftijd aan de gevolgen tijdens een niertransplantatie.

## Filmografie
- They Shoot Horses, Don't They? (1969)
- Bronco Billy (1980)
- The Demon Murder Case (1983)

## Televisieseries
- The Reporter (1964)
- The Defenders (1965)
- The Nurses (1965)
- Hawk (1966)
- Preview Tonight (1966)
- Love Is a Many Splendored Thing (1967)
- The Second Hundred Years (1968)
- The Mod Squad (1969-1972)
- Hawaii Five-O (1969)
- The Virginian (1969)
- Mannix (1969)
- The F.B.I. (1970)
- Death Valley Days (1970)
- McMillan & Wife (1971)
- Medical Center (1971)
- Longstreet (1971)
- Another World (1972-1980)
- The Delphi Bureau (1972)
- The ABC Afternoon Playbreak (1973)
- Cannon (1973)
- Texas (1980-1981)
- Remington Steele (1983)
- The Guiding Light (1984-1992)
- General Hospital (1994)